# Герб Віленського воєводства

Герб Віленського воєводства

Герб Віленського воєводства (польськ: Herb województwa wileńskiego) — символ Віленського воєводства. Герб такий же, як і одна з половин герба Білостоцького воєводства і герб Поліського воєводства, за винятком кольору оздоблення коня: тут вони золоті (плащ та щит червоний). Основа герба — Погоня.
Офіційно так і не був затверджений, зокрема через вторгнення Німеччини в Польщу і початок Другої світової.